# Csesza

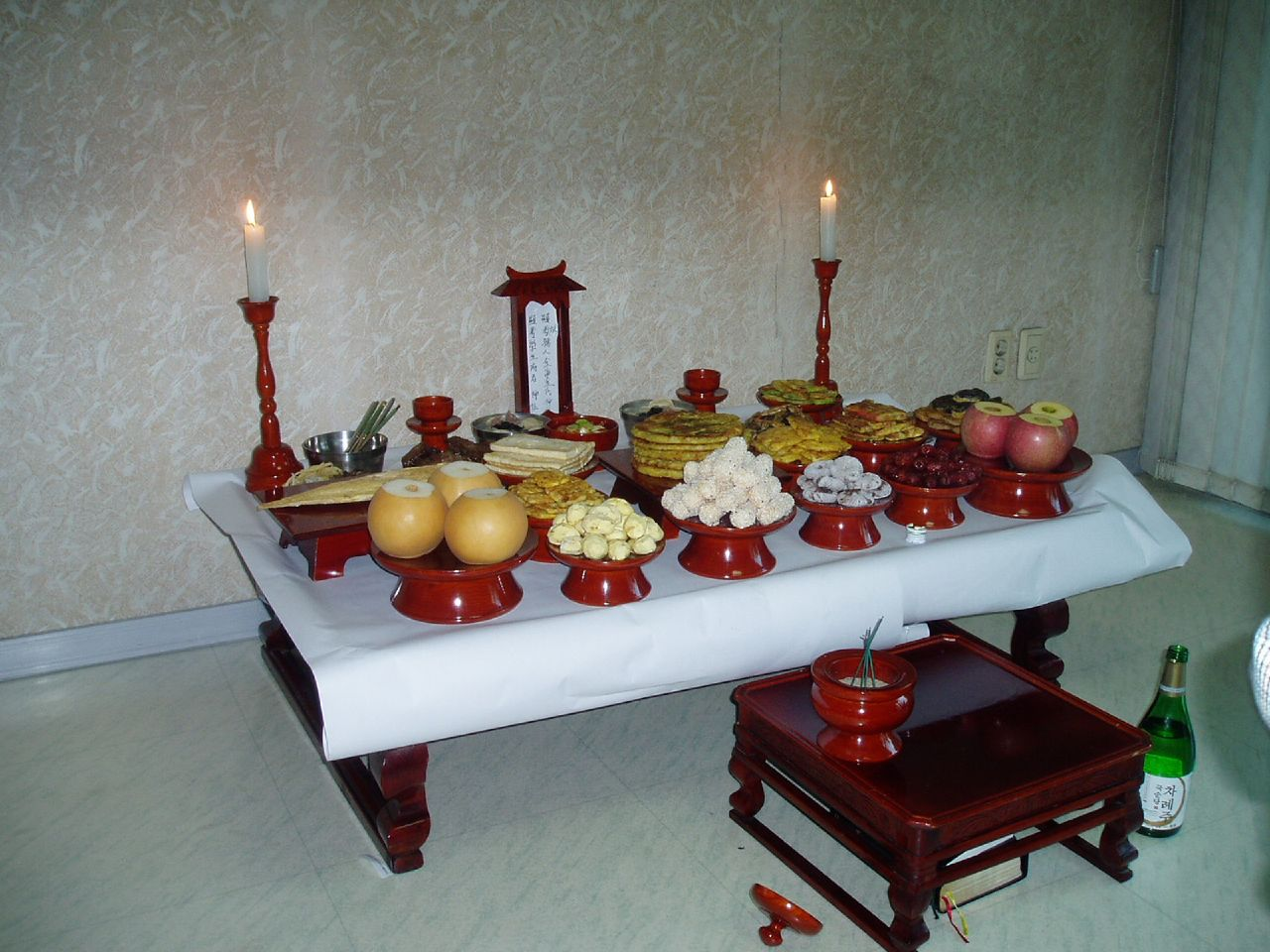
Cseszaszang (Jesasang) (csesza (jesa)-asztal)

A csesza (hangul: 제사, handzsa: 祭祀, RR: jesa) egy jellegzetes konfuciánus szertartás Koreában. A résztvevők őseiről emlékeznek meg ilyenkor, általában az elhunyt halálának évfordulójakor tartják. A katolikusok zöme, a buddhisták és a nem hívők is tartják az ősi rítusokat, de a protestánsok nem. A katolikus tilalmat 1939-ben oldották fel, mikor XII. Piusz pápa hivatalosan elismerte az ősi rítusokat, mint civil gyakorlatot. Számos koreai-amerikai, különösen a protestánsok már nem gyakorolják.

## Ősi rítusok típusai
Különböző típusú ősi rituálék léteznek, mint a kidzsesza (gijesa) (기제사, 忌祭祀), csharje (charje) (차례, 茶禮), szongmjo (seongmyo) (성묘, 省墓), mjosza (myosa) (묘사, 墓祀).
A kidzsesza (gijesa) egy megemlékezés, amit az elhunyt halálának évfordulójakor tartanak minden évben. Öt generációra visszavezetve tartják, a legidősebb leszármazott házában. A megemlékezéseket, amit a cshuszok (chuseok) vagy a holdújév napján tartanak, csharjének (charyének) nevezzük. Április 5-én, és cshuszok (chuseok) idején a koreaiak meglátogatják elhunytjaikat, és levágják a füvet a sírokról. Felajánlanak ételt, gyümölcsöket és bort, azután meghajolnak előttük. A megemlékező szertartást, amit a sír előtt végeznek, szongmjonak (seongmyonak) hívják. A mjosza (myosa) szertartást szintén a sírnál végzik október holdhónapjában, az öt vagy még több generációjú felmenők tiszteletére.

### Típusai
1. csharje (charye) (차례, 茶禮): tearítus, négy nagyobb ünnepkor tartják
2. kidzse (gije) (기제, 忌祭): otthoni rítusok, amit a megelőző este, vagy az elhunyt halálának évfordulójának reggelén tartanak (기일, 忌日, kiil (giil)).
3. sidzse (sije) (시제, 時祭; más néven 사시제, szasidzse (sasije), 四時祭): szezonális rítus, az öt vagy több generációval ezelőtti elhunytak tiszteletére, általában a tizedik holdhónapban tartják.

## Elvégzése

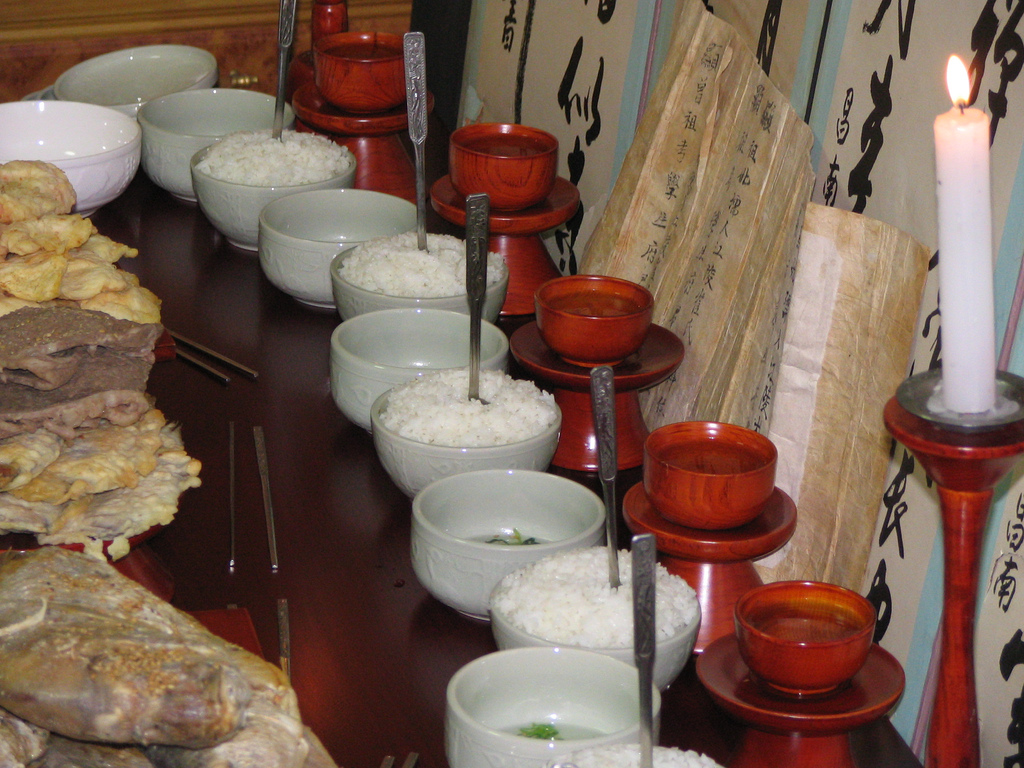
Csesza (Jesa)-asztal

Az ősök rituáléjának elvégzéséhez a család legidősebb férfi leszármazottjának házában előkészítenek többféle ételt, italt, mint például bort, tarólevest, marhahúst, halat, három különböző színű zöldséget, gyümölcsöket és rizslepényt, vagy szongphjon (songpyeon)t, főleg azt, amit az elhunyt szeretett. A sinü (sinwi) (신위, 神位), vagyis emléktábla, ami az ős lelki jelenlétét szimbolizálja, az asztal közepén helyezkedik el. Újabban a női leszármazottak vagy fiatalabb fiúk is megtarthatják a rítust.
Éjfél után vagy az ős halálának évfordulójának előestéjén, a leszármazottak berendezik a szentélyt. A papírfal észak felé néz, az ételeket pedig a következő sorrendben teszik a lakkozott asztalra: rizs, hús, fehér gyümölcsök a nyugati, míg a leves, hal és piros gyümölcsök a keleti oldalra, a gyümölcsök az első sorba, a hús és hal a másodikba, zöldségek a harmadikba, a főtt rizs és leves az utolsóba.
A rizses tálakat és egyéb felajánlásokat a férfi ősöknek nyugatra, a női ősöknek keletre helyezik el. Az asztal két végére gyertyát állítanak, és egy füstölőtartót tesznek középre.

## A rítus elvégzésének sorrendje
1. kangsin (gangsin) (강신, 降神): Különböző üdvözlési rítusok, amelyek az ősök szellemét idézi meg.
2. cshohon (choheon) (초헌, 初獻, „első áldozat”): A legidősebb leszármazott teszi az első felajánlást a rizsborral, őt követi a felesége. Az első felajánlás végén a legidősebb férfi kimutatja a tiszteletét, kétszeres rituális meghajlással. A feleség négyszer hajol meg.
3. ahon (aheon) (아헌, 亞獻, „második áldozat”): A második legidősebb leszármazott (általában a másodszülött, vagy a sógor) teszi a felajánlását, szintén alkohollal.
4. csonghon (jongheon)' (종헌, 終獻, „utolsó áldozat”): A harmadik legidősebb (általában a következő fiú, vagy sógor) szintén alkohollal tiszteleg. Ez így folytatódik, míg a kevésbé közeli férfi leszármazottak maradnak.
5. szapsi (sapsi) (삽시, 揷匙, „kanál behelyezése”): A főételt a legidősebb ősnek szolgálják fel az asztalra, és rizs közepébe kanalat állítanak.
6. jusik (yusik) (유식, 侑食, „sürgős étkezés”): Az ősök fogadják az adományokat, és részt vesznek az étkezésben. Ehhez a résztvevők elhagyják a szobát, ez a hapmun (habmun) (합문, 闔門). Pár perc múlva visszatértnek a szobába, ez a kjemun (gyemun) (계문, 啟門). Ezt a legidősebb leszármazott jelzi azzal, hogy kétszer megköszörüli a torkát.
7. honda (heonda) (헌다, 献茶, „teakínálás”): Pörkölt rizsből készült teát ajánlanak fel az ősöknek.
8. csholszang (cheolsang) (철상, 撤床, „asztal eltávolítása”): Az összes résztvevő meghajol kétszer, ezzel a következő évig útjukra eresztik a szellemeket. Elpakolják az asztalt az ételekkel és borral, és az írott imát, amit a szertartás közben kántáltak, elégetik.
9. umbok (eumbok) (음복, 飮福, „áldomásivás”): A résztvevők között szétosztják az áldozatokat, és közösen ünnepelnek tovább. A rituális ételek elfogyasztása szintén fontos része a szertartásnak, ezzel kíván áldást a családra, aki kapja.
Az oltáron lévő megmaradt ételetek szétosztják a rokonok és barátok között, egy buddhista rítus, a sisik keretében.

## Modern ősmegemlékezések
Az ősök tisztelete sokat változott az elmúlt években. Manapság általában már csak két elhunyt generációnak tartanak megemlékezést, és néhány esetben csak az elhunyt szülőknek. Továbbá van, hogy nem éjfél után, hanem este tartják a rituálét. Nem csak a legidősebb leszármazott, hanem fiatalabb leszármazott házában is megtartható.
A legtöbb koreai családban az ősök tisztelete és az ősi szertartások még mindig olyan fontos, mint régen, a kultúra részét képzi, amit hűen követnek. Ezek az ősi szertartások, ha átdolgozott formában is, de megmaradtak a modern koreai társadalom fontos részeként.

## Hotcseszabap(Heotjesabap)

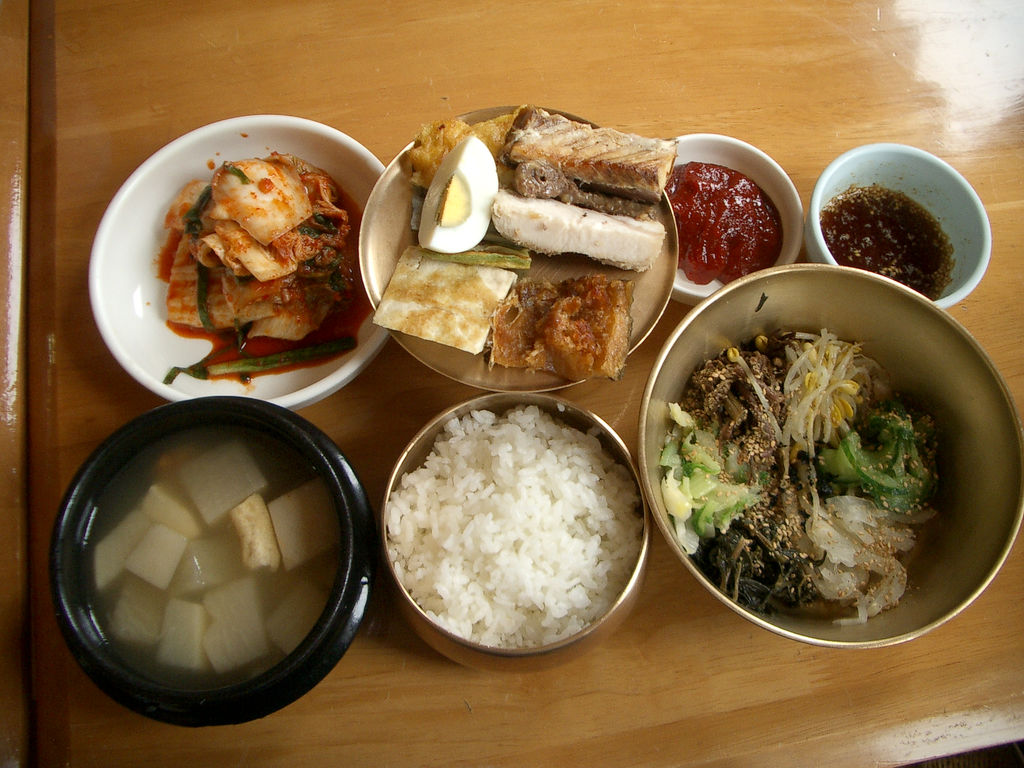
Hotcseszabap (Heotjesabap)

Andongban a Csoszon (Joseon)-dinasztia alatt gyakori volt, hogy a csesza (jesa) ételeket megették, ahelyett, hogy a rítusra használták volna. Ezeknek az ételeknek a neve hotcseszabap (heotjesabap), vagyis „hamis csesza (jesa)étel”. A leggyakoribb étel a pibimbap (bibimbap) egy speciális fajtája volt, amit szójaszósszal kevertek össze, a gyakoribb csípős paprikakrém (kocshudzsang (gochudzsang)) helyett. Ez gyakori késő esti étele volt a jangban (yangban) tudósoknak, más néven szonbi (seonbi)knak. Az ételt ma is több andongi étteremben felszolgálják.

## Fordítás
- Ez a szócikk részben vagy egészben  a   Jesa című angol Wikipédia-szócikk fordításán alapul.  Az eredeti cikk szerkesztőit annak laptörténete sorolja fel. Ez a jelzés csupán a megfogalmazás eredetét és a szerzői jogokat jelzi, nem szolgál a cikkben szereplő információk forrásmegjelöléseként.